# 대한민국 민법 제323조
대한민국 민법 제323조는 유치권자의 과실수취권에 대한 민법 물권법 조문이다.

## 조문
제323조(과실수취권) (1) 유치권자는 유치물의 과실을 수취하여 다른 채권보다 먼저 그 채권의 변제에 충당할 수 있다. 그러나 과실이 금전이 아닌 때에는 경매하여야 한다.
(2) 과실은 먼저 채권의 이자에 충당하고 그 잉여가 있으면 원금에 충당한다.

第323條(果實收取權) ① 留置權者는 留置物의 果實을 收取하여 다른 債權보다 먼저 그 債權의 辨濟에 充當할 수 있다. 그러나 果實이 金錢이 아닌 때에는 競賣하여야 한다.
②果實은 먼저 債權의 利子에 充當하고 그 剩餘가 있으면 元本에 充當한다.

## 참고 문헌
- 오현수, 일본민법, 진원사, 2014. ISBN 978-89-6346-345-2
- 오세경, 대법전, 법전출판사, 2014 ISBN 978-89-262-1027-7
- 이준현 , LOGOS 민법 조문판례집, 미래가치, 2015. ISBN 979-1-155-02086-9

## 같이 보기
- 유치권